# Leck Beck Head Catchment Area Site of Special Scientific Interest

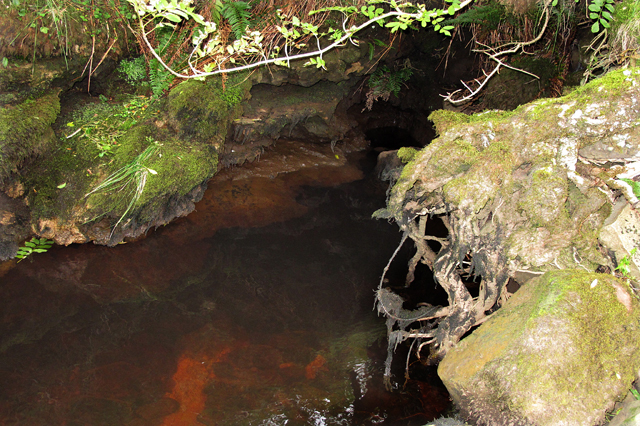
Der Austritt des Leck Beck

Der Leck Beck Head Catchment Area Site of Special Scientific Interest ist eine Site of Special Scientific Interest, der sich zum Teil in Cumbria und zum Teil in Lancashire in England befindet.
Das Gebiet befindet sich 5 km östlich von Kirkby Lonsdale und beinhaltet Teile des Casterton Fell, des Leck Fell und des Ireby  Fell. Auf die Gesamtfläche von 703,1 Hektar entfallen 236,9 Hektar auf Cumbria 466,2 Hektar auf Lancashire.
Das Gebiet ist sowohl von geologischer, wie biologischer Bedeutung. Die geologische Bedeutung ergibt sich aus den verschiedenen Höhlensystemen, die es beinhaltet. Unter anderem ist das Easegill Cave System, das längste Höhlensystem Großbritanniens, in dem Gelände enthalten. Die Höhlen wurden während verschiedener Epochen in verschiedenen Eiszeiten geformt und helfen beim Verständnis der Entwicklung der Landschaftsformen oberhalb und unterhalb der Erdoberfläche.
Das Oberflächenwasser wird heute über 14 Erdfälle in ein unterirdisches System gelenkt, tritt am Leck Beck Head wieder an die Oberfläche und bildet dort den Leck Beck.
Die Vegetation ist von dem Kalkstein der Landschaft bestimmt, wobei das Tal des Easegill von besonderer Bedeutung ist.